# Nomia omanica
Nomia omanica là một loài Hymenoptera trong họ Halictidae. Loài này được Pauly mô tả khoa học năm 2000.